# 馬蓋特城 (新澤西州)
馬蓋特城（英語：Margate City）是一個位於美國新澤西州大西洋縣的城市。

## 人口
根據2020年美國人口普查的數據，馬蓋特城的面積為4.22平方千米，當中陸地面積為3.67平方千米，而水域面積為0.55平方千米。當地共有人口5317人，而人口密度為每平方千米1,260人。